# Rhodinia
Rhodinia — род бабочек из семейства павлиноглазок.

## Описание
Тело вальковатое, опушенное волосками. Усики у самцов перистые, у самок — гребенчатые. Передние крылья у самцов с сильно выраженной выемкой на наружном крае перед вершиной крыльев. У самки наружный край переднего крыла прямой. На переднем крыле ячейка R1 у полностью слита с общим стеблем R2+3; R2 и R3 образуют узкую развилку у вершине и упирается в вершину крыла. Жилка М2 находится на общем стебле с R5+М1. Дискальная ячейка на обоих крыльях незамкнутая. Глазчатые пятна образованы широкими прозрачными полями  с узкой тёмной каймой; на передних крыльях они крупнее, чем на задних.

## Ареал
Юго-Восточная Азия, включая Японские острова.
На территории России встречается 2 вида: Rhodinia jankowskii (юг Хабаровского края, Приморье) и Rhodinia fugax (Приморский край, юг Хабаровского края).

## Систематика
- Rhodinia broschi Brechlin, 2001
- Rhodinia davidi (Oberthuer, 1886)
- Rhodinia fugax (Butler, 1877)
- Rhodinia grigauti Le Moult, 1933

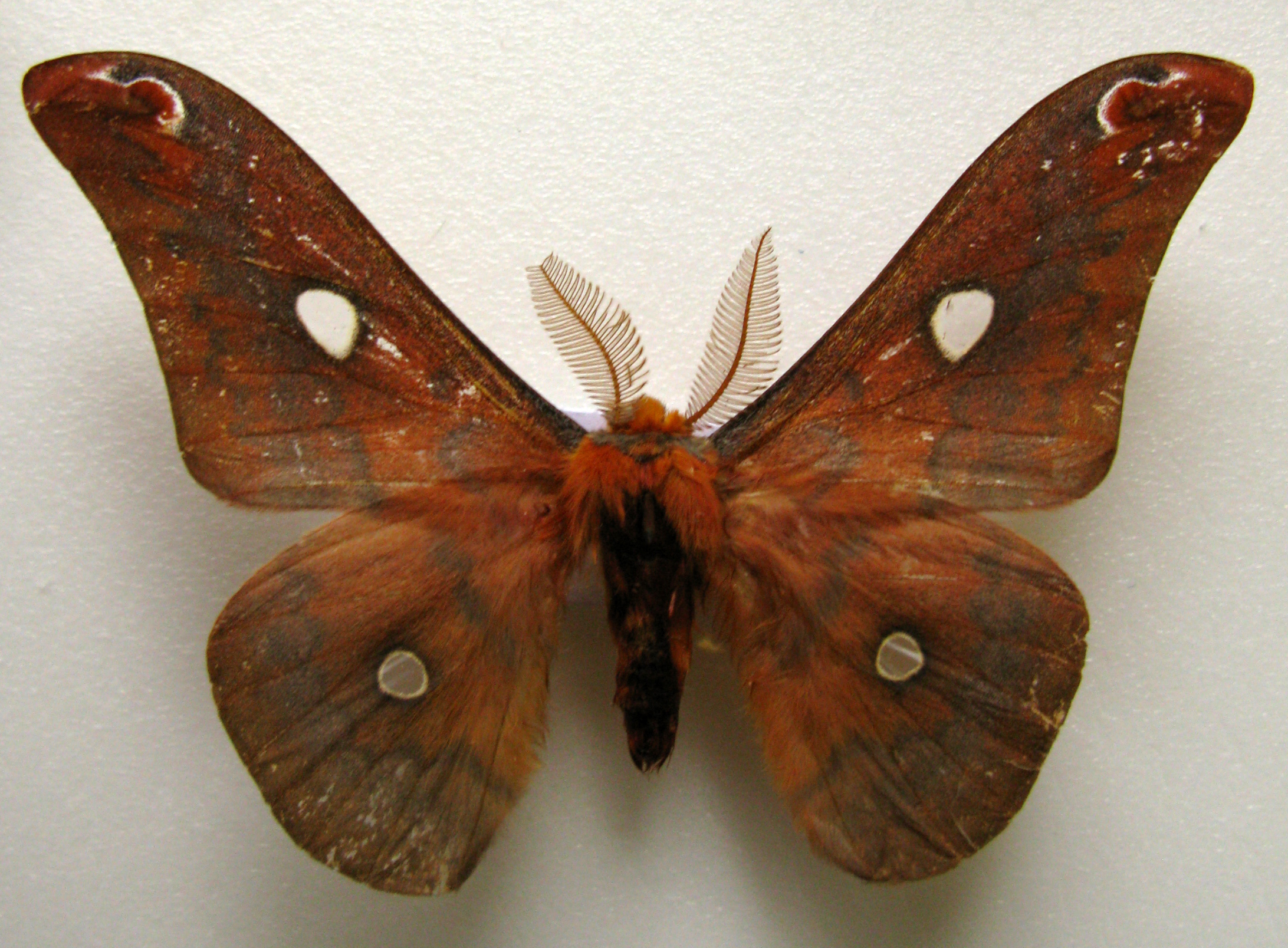
Rhodinia fugax diana. Самец

- Rhodinia jankowskii (Oberthuer, 1880)
- Rhodinia newara (Moore, 1872)
- Rhodinia rudloffi Brechlin, 2001
- Rhodinia silkae Brechlin & van Schayck, 2010
- Rhodinia szechuanensis Mell, 1938
- Rhodinia tenzingyatsoi Naumann, 2001
- Rhodinia verecunda Inoue, 1984